# Раданово
Рада́ново (болг. Раданово) — село у Великотирновській області Болгарії. Входить до складу общини Польський Тримбеш.

## Населення
За даними перепису населення 2011 року у селі проживали 1746 осіб.
Національний склад населення села:
| Національність   | Кількість осіб | Відсоток |
| ---------------- | -------------- | -------- |
| болгари          | 829            | 65,4%    |
| цигани           | 367            | 29,0%    |
| турки            | 52             | 4,1%     |
| інша             | 3              | 0,2%     |
| не визначились   | 16             | 1,3%     |
| Всього відповіли | 1267           |          |

Розподіл населення за віком у 2011 році:
Динаміка населення: